# Unicorn (moneta)

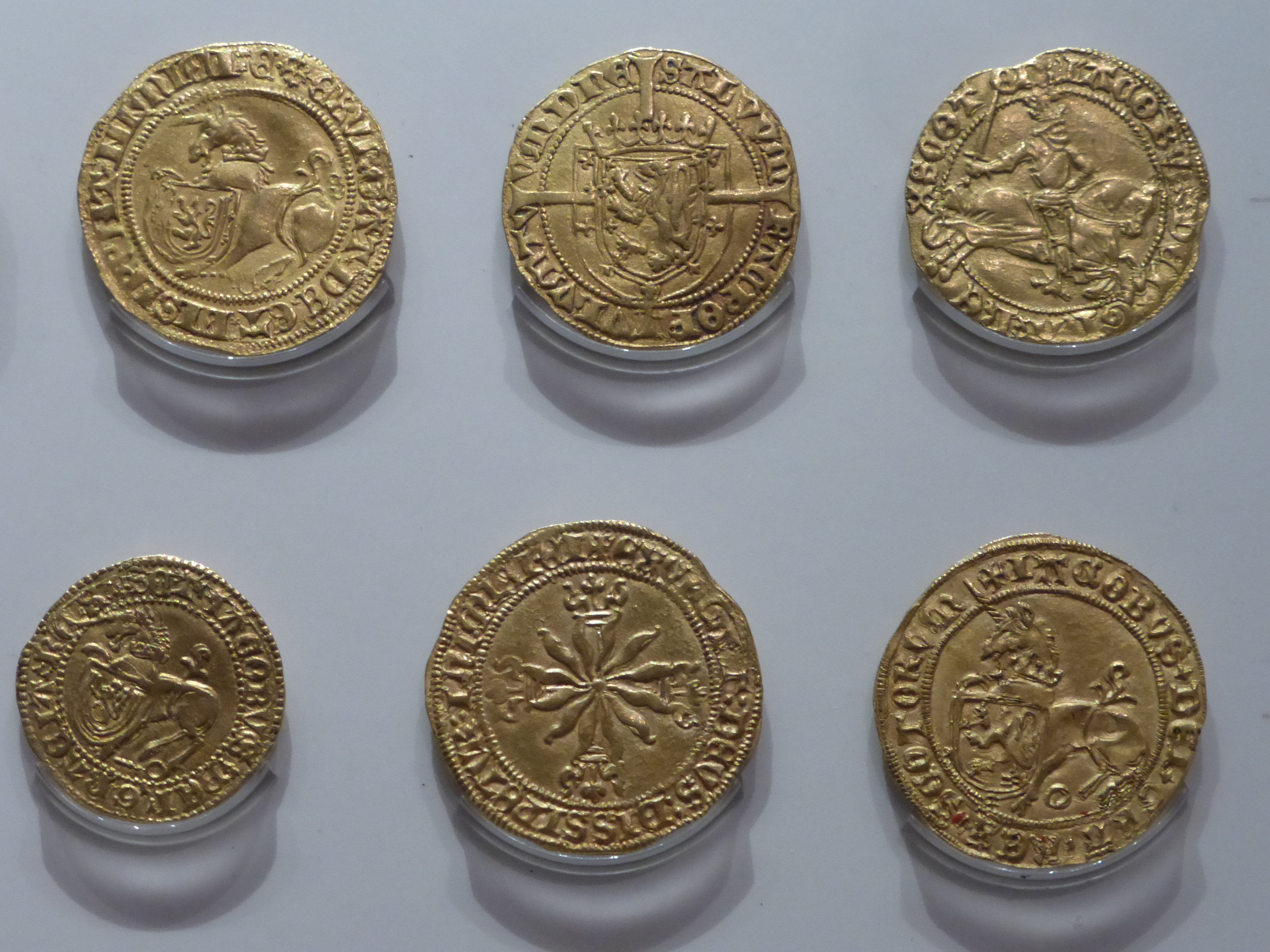
Monete di Giacomo III e Giacomo IV

Unicorn è una moneta d'oro scozzese sulla quale è raffigurato un unicorno.
Insieme al mezzo unicorn, fu coniata per la prima volta da Giacomo III nel 1486. Aveva un peso di 3,81 grammi con un titolo di 21 carati. Circolava per un valore di 18 scellini.
Al dritto IACOBVS : DEI : GRATIA : REX : SCOTOR :  unicorno stante volto verso sinistra con una corona sul collo, che sostiene uno scudo con le armi di Scozia; una catena sotto le zampe.
Al rovescio EXVRGAT DE ET DISIPENT NIMICIE  , grande croce fiorita, su cui campeggia una stella con raggi ondulati.
Il conio di questa moneta proseguì probabilmente nei primi anni di Giacomo IV di Scozia (1488 - 1513), anche se la coniazione dell'unicorno non è documentata fino al 1496.
Le prime emissioni di questa moneta sotto Giacomo IV inoltre non sono distinguibili da quelle del padre. Solo più tardi fu apposto il numerale 4 che permette di distinguere le sue emissioni.
La stessa moneta fu coniata anche sotto Giacomo V. Dopo questo re la denominazione non fu più emessa.